# In•ter a•li•a
| Совокупная оценка    | Совокупная оценка |
| Источник             | Оценка            |
| -------------------- | ----------------- |
| Metacritic           | 70/100            |
| Оценки критиков      |                   |
| Источник             | Оценка            |
| AllMusic             | [ 2 ]             |
| The A.V. Club        | D                 |
| Consequence of Sound | B                 |
| The Skinny           | [ 5 ]             |

in•ter a•li•a — четвёртый студийный альбом группы At the Drive-In, выпущенный 5 мая 2017 года. Это их первый студийный альбом за 17 лет. Начиная с Relationship of Command, и их первого релиза после сборника 2005 года This Station Is Non-Operational. Также это первый студийный релиз группы после El Gran Orgo, в котором не участвует один из основателей Джим Уорд, который решил не участвовать во втором воссоединении группы. А также первый студийный альбом группы с участием бывшего гитариста Sparta Кили Дэвис.

## История
in•ter a•li•a был записан во второй половине 2016 года после тура воссоединения, начавшегося в марте того же года. Барабанщик Тони Хаджар сказал о записи альбома: «Это было самое веселое время, которое я когда-либо получал за последние годы. Было так здорово находиться рядом с людьми, о которых я забочусь и которые заботятся обо мне. У нас было несколько потрясающих, трудных моментов. Но, в конце концов, они все равно были великолепны. Когда все было готово, мы пошли в диспетчерскую студии, в последний день записи мы все просто обнимали друг друга. Я так горжусь своими братьями, горжусь тем, что мы сделали это, гордимся тем, что мы все ещё можем делать это на любом уровне».
Описывая второй сингл с пластинки, «Incurably Innocent», Вокалист Седрик Бикслер-Завала заявил, что это «песня о сексуальном насилии и возможности наконец высказаться». В 2017 году он утверждал, что песня посвящена изнасилованию Дэнни Мастерсоном жены Омара Бикслера-Завалы.
Обложки альбома (в том числе лирические видеоклипы на синглы «Governed by Contagions» и «Incurably Innocent») были проиллюстрированы Дэймоном Локсом.
14 августа группа выпустила клип на песню Call Broken Arrow.

## Выпуск
Пластинка была обнародована в среду, 22 февраля, после того, как несколько коротких клипов были опубликованы на различных страницах группы в социальных сетях на предыдущей неделе, предшествовавшей анонсу. Сразу же были доступны предварительные заказы на цифровой альбом, компакт-диск, кассету и три различных виниловых издания пластинки, два из которых являются эксклюзивными для различных пакетов, предлагаемых в интернет-магазине. Цифровые загрузки синглов с альбома предлагались в формате волны по предзаказу
Было доступно 12 наборов, предлагающих несколько разные конфигурации предметов.  Комплект «MEGA» стоил 290 долларов и включал в себя деку для скейтборда длинной 30,75 дюйма, выпущенную тиражом 300 экземпляров, а также эксклюзивную педаль эффектов для гитары/баса Mantic Axiom Reverb, выпущенную тиражом всего 150 экземпляров.  голубой/полусиний" винил с брызгами LP также ограничен тиражом 150 копий. Другие версии представляют собой виниловый диск с картинками, ограниченный тиражом 537 копий среди различных комплектов, и стандартный винил с брызгами "половина кости/получерный", последний из  который доступен за пределами любого из вариантов пакета в качестве отдельной покупки.

## Трек-лист
Слова и музыка всех песен — At the Drive-In.
| №                   | Название                      | Длительность |
| ------------------- | ----------------------------- | ------------ |
| 1.                  | «No Wolf Like the Present»    | 3:39         |
| 2.                  | «Continuum»                   | 4:02         |
| 3.                  | «Tilting at the Univendor»    | 3:26         |
| 4.                  | «Governed by Contagions»      | 3:27         |
| 5.                  | «Pendulum in a Peasant Dress» | 3:41         |
| 6.                  | «Incurably Innocent»          | 3:26         |
| 7.                  | «Call Broken Arrow»           | 4:11         |
| 8.                  | «Holtzclaw»                   | 3:49         |
| 9.                  | «Torrentially Cutshaw»        | 3:12         |
| 10.                 | «Ghost-Tape No. 9»            | 4:15         |
| 11.                 | «Hostage Stamps»              | 3:53         |
| Общая длительность: | Общая длительность:           | 41:01        |

## Участники
At The Drive In
- Седрик Бикслер-Завала — вокал
- Омар Родригес-Лопес — гитара, постановка
- Кили Дэвис — гитара
- Пол Инохос — бас
- Тони Хаджар — ударные, перкуссия

Технический
- Рич Кости — продюсирование, сведение
- Мартин Кук — инженерия
- Николя Фурнье — инженерия
- Джентри Студер — мастеринг
- Дэймон Локс — обложка, иллюстрации, арт-директор
- Кристофер Фридман — макет